# یاشوننو
یاشوننو (به لاتین: Jasionno) یک روستا در لهستان است که در گمینا گرونووو البلانسکیه واقع شده‌است. یاشوننو ۲۵۰ نفر جمعیت دارد.